# Pirttilampi (sjö i Joensuu, Norra Karelen)
Pirttilampi är en sjö i kommunen Joensuu i landskapet Norra Karelen i Finland. Sjön ligger 129,6 meter över havet. Den är 1,7 meter djup. Arean är 58 hektar och strandlinjen är 4,64 kilometer lång. Sjön  ingår i Jänisjokis huvudavrinningsområde.   Den ligger omkring 26 kilometer öster om Joensuu och omkring 390 kilometer nordöst om Helsingfors. 
I sjön finns ön Kivikkosaari. 